# Trevor Tordjman
Trevor Flanagan-Tordjman (* 22. November 1995 in Kitchener, Ontario) ist ein kanadischer Schauspieler und Tänzer.

## Leben
Tordjmans Mutter ist Inhaberin eines Tanzstudios. Mit vier Jahren begann er selbst zu tanzen. Er hat drei Geschwister. Auch aufgrund seiner Tanzkenntnisse erhielt er 2013 in der kanadischen Fernsehserie The Next Step die Rolle des James, die er bis 2017 in über 120 Episoden verkörperte. 2019 und 2020 kehrte er für Gastauftritte in die Serie zurück. Dieselbe Rolle übernahm er auch von 2015 bis 2016 in der Fernsehserie Lost & Found Music Studios. 2016 übernahm er außerdem im Kurzfilm Bartholomewdie titelgebende Hauptrolle. Der Film wurde auf einigen Filmfestivals aufgeführt, so auch auf dem Toronto International Film Festival oder der Regensburger Kurzfilmwoche.
Bekannt wurde Tordjman 2018 durch die Rolle des Bucky in dem Disney-Channel-Fernsehfilm Zombies. Dieselbe Rolle übernahm er in den Fortsetzungen Zombies 2 – Das Musical (2020) und Zombies 3 – Das Musical (2022). Seit 2020 hat er außerdem eine Serienhauptrolle als Parker Preston  in Camp Kikiwaka inne.

## Filmografie
- 2013–2017, 2019, 2020: The Next Step (Fernsehserie, 126 Episoden)
- 2015: Die unglaubliche Geschichte der Ariana Berlin (Full Out)
- 2015–2016: Lost & Found Music Studios (Fernsehserie, 18 Episoden)
- 2016: Bartholomew (Kurzfilm)
- 2017: Prom Night (Kurzfilm)
- 2018: Zombies (Fernsehfilm)
- 2019: What’s Up North (Fernsehserie)
- 2020: Zombies 2 – Das Musical (Zombies 2, Fernsehfilm)
- 2020–2024: Camp Kikiwaka (Fernsehserie)
- 2022: Zombies 3 – Das Musical (Zombies 3, Fernsehfilm)